# Thyropisthus dubius
Thyropisthus dubius är en mångfotingart som beskrevs av Demange 1961. Thyropisthus dubius ingår i släktet Thyropisthus och familjen Harpagophoridae. Inga underarter finns listade i Catalogue of Life.